# Raveniola kopetdaghensis
Raveniola kopetdaghensis är en spindelart som först beskrevs av Victor Fet 1984.  Raveniola kopetdaghensis ingår i släktet Raveniola och familjen Nemesiidae.
Artens utbredningsområde är Turkmenistan. Inga underarter finns listade i Catalogue of Life.